# Lucía Soria
Lucía Soria (Córdoba, 15 de junio de 1982) es una chef, empresaria y presentadora argentina, radicada en Uruguay.

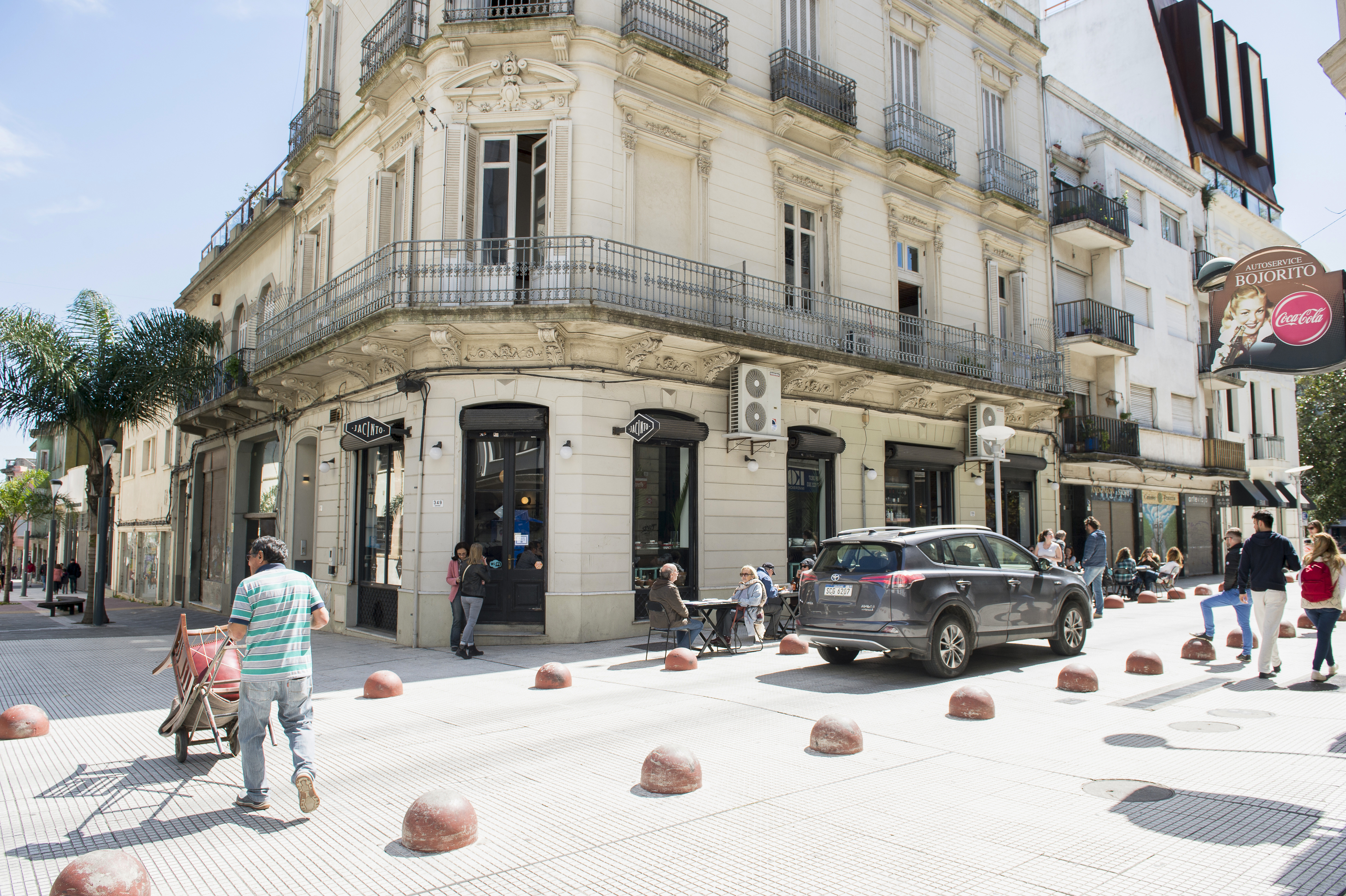
Fachada del restaurante Jacinto en Ciudad Vieja, Montevideo

## Biografía
Lucía Soria nació en 1982 en Córdoba, Argentina, pero a los tres años se estableció con su familia en Buenos Aires donde creció. Estudió gastronomía en la Escuela Superior de Hotelería del barrio San Telmo.
En 2005 trabajó junto a Paola Carosella en el local gastronómico Julia, ubicado en São Paulo, Brasil. Realizó una pasantía de verano en el restaurante Los Negros propiedad de Francis Mallmann en José Ignacio, con quien trabajó durante varios años en diferentes locales tanto en Argentina, como en Uruguay. Asimismo sirvió como colaboradora en sus programas de televisión en el canal El Gourmet.
Más tarde se estableció en Garzón y trabajó como gerente del hotel homónimo, al tiempo que abrió un local gastronómico Lucifer en 2010. En 2012 se estableció en Montevideo, donde inauguró el restaurante, Jacinto, ubicado en la Peatonal Sarandí de la Ciudad Vieja. Entre 2013 y 2015 se desempeñó en el restaurante Patagonia West de Westhampton Beach. Asimismo sirvió como asesora del restaurante Station de East Quogue, Nueva York.
Obtuvo reconocimiento mediático en febrero de 2017, cuando tras ser seleccionada en un casting de cocineros, fue anunciada como una de los tres jurados del concurso culinario de Canal 10, MasterChef Uruguay. Participó de las primeras tres temporadas de la versión dedicada a cocineros amateurs emitidas entre 2017 y 2018, y de la versión derivada para cocineros profesionales emitida en 2018. En octubre de 2018 presentó su primer libro Relatos y Recetas de la editorial Grijalbo. A su vez, en noviembre inauguró Pizzería Rosa en el barrio Pocitos. En febrero de 2019 se anunció que Soria no continuaría formando parte del programa y sería reemplazada por Ximena Torres. Durante 2020 mantuvo un espacio culinario en el programa La tarde en casa.
A inicios de 2021, Teledoce confirmó la realización de Fuego sagrado, adaptación local del formato culinario de asadores Grillmasters. Además, se anunció a Soria como presentadora y jurado del programa, junto a Aldo Cauteruccio y Federico Desseno, lo que marcó su vuelta a la televisión. El programa fue estrenado en mayo de ese año, y fue renovado para una segunda temporada que se emitió en el segundo semestre de 2022.
A fines de noviembre de 2022 presentó su segundo libro, Lucía Soria en tu casa.

## Filmografía
| Año           | Programa                     | Rol                                | Canal    |
| ------------- | ---------------------------- | ---------------------------------- | -------- |
| 2017-2018     | MasterChef Uruguay           | Jurado                             | Canal 10 |
| 2020          | MasterChef Celebrity Uruguay | Jurado invitada; 1 programa[21]    | Canal 10 |
| 2020          | La tarde en casa             | Presentadora de segmento culinario | Canal 10 |
| 2021-presente | Fuego sagrado                | Presentadora y jueza               | Teledoce |

## Vida personal
Contrajo matrimonio con el productor de eventos Federico Roquero en noviembre de 2017, en una ceremonia realizada en Carrasco. En agosto de 2018 anunció su embarazo, y en enero de 2019 nació su hijo Félix.

## Libros
- 2018, Lucía Soria: Relatos y recetas ISBN 9789974892170
- 2022, Lucía Soria en tu casa ISBN 9789915673332